# پلنگچه
پلنگچه(به انگلیسی: Ocelot) (علمی:Leopardus pardalis)، یا Painted Leopard, McKenney's Wildcat, Jaguatirica (در برزیل)، Cunaguaro (در ونزوئلا)، یا Manigordo (در کاستاریکا و پاناما) یک گربه‌سان وحشی است که در آمریکای مرکزی یافت می‌شود.